# Cieniawa
Cieniawa est une localité polonaise de la gmina de Grybów, située dans le powiat de Nowy Sącz en voïvodie de Petite-Pologne.